# شابدا برهمن
شابدا برهمن (انگلیسی: Shabda Brahman)، بنا بر اوپانیشاد، نادا صورت یافته‌است.

## ساراسوتی
داراشکوه می‌گوید: موحدان هندی صوت را «ساراسوتی» می‌نامند و این همان نادا «ندا» است و در نزد هندیان بر سه طبقه است:
1. طبقه اول: «آناهاتا» نام دارد، به معنی صدای جاودانی که همواره بوده و خواهد بود.
2. طبقه دوم: «اَهَتا» (ahata) نامیده می‌شود، یعنی صوتی که از برخورد دو چیز، بدون ترکیب کلمات، ایجاد می‌گردد.
3. طبقه سوم: «شابدا» نام دارد، واژهٔ خاصی که از ترکیب الفاظ ظاهر می‌شود، شابدا دارای رابطهٔ عرفانی ظریفی با کلمه اولیه (ساراسوتی) است.

## برهمن صوت
برهمن سفلی که همان «برهمن صوت» (شابدا-براهما) است با وجود الهی (ایشوارا) و با حالت خواب عمیق و همچنین با برهمن دارای همهٔ صفات (ساگونا) مرتبط است.
رابطه «برهمن صوت» با کیهان، همان رابطهٔ بلور با اشیاء رنگارنگ است که رنگ خود را بر آن نقش می‌زنند.

## شابها برهما
صدای (Om)ام (هندوئیسم) زمینه‌ساز همهٔ اصوات ادا شده و ادا نشده‌است، و به این دلیل این صدا را «شابها برهما»، می‌گویند.
بالاترین نور «ام» Om از «ادهیاتمابهاوا» ساطع می‌شود.

## مانتراهایسانسکریت
مانتراهای سانسکریت و اسماء الهی در زبان سانسکریت معمولاً از این حروف تشکیل می‌شود، که از آن جمله اند: ام (Om) هاری (Hari)، هار (Har)، رام (Ram)، شیهوا – شیوا (Shiva)، ایشها، ایشا (Isha)، هریم (Hrim)، آیم (Aim) شریم – شریم (Shreem)، هوم (Hum) و غیره. مانتراهایی که برای رسیدن به موکشا گفته می‌شوند، بعضاً به این کلمات ختم می‌شوند: ناما(Nama)، شواها (Swaha)، هوم (Hum).